# Winckelmanngambiet
Het Winckelmanngambiet is een gambiet dat kan worden gespeeld in de opening van een schaakpartij.
In 1988 werd er door de ICCF een thematoernooi in de Franse opening uitgeschreven, waarbij de partijen met de volgende zetten begonnen: 1.e4 e6 2.d4 d5 3.Pc3 Lb4 4.a3. Een logisch voortzetting hierop is 4...Lc3 5.bc de, en nu ontdekte Thomas Winckelmann in deel 8 van de "Moderne Eröffnungstheorie" de bijna natuurlijke zet 6.f3
Eco-code C 15.
Het gambiet is ingedeeld bij de halfopen spelen.
Na 6... exf3 gaat wit verder met 7.Pf3, 8.Ld3 en 9.0-0.
Er werden honderden partijen met dit gambiet gespeeld, vooral door de vrienden Thomas Winckelmann en Wolf Reimer; vandaar de eigenlijke naam van het gambiet: Winckelmann-Reimergambiet. Niet alleen bij de BdF maar ook bij de NBC werd deze variant in het correspondentieschaak getest, vooral door de schakers Lambers en Maarten Etmans.